# Ispra
Ispra é uma comuna italiana da região da Lombardia, província de Varese, com cerca de 4.673 habitantes. Estende-se por uma área de 15 km², tendo uma densidade populacional de 312 hab/km². Faz fronteira com Angera, Belgirate (VB), Brebbia, Cadrezzate, Lesa (NO), Ranco, Travedona-Monate.

## Demografia
| Variação demográfica do município entre 1861 e 2011                               |
|                                                                                   |
| Fonte: Istituto Nazionale di Statistica (ISTAT) - Elaboração gráfica da Wikipedia |